# Michael Mørkøv

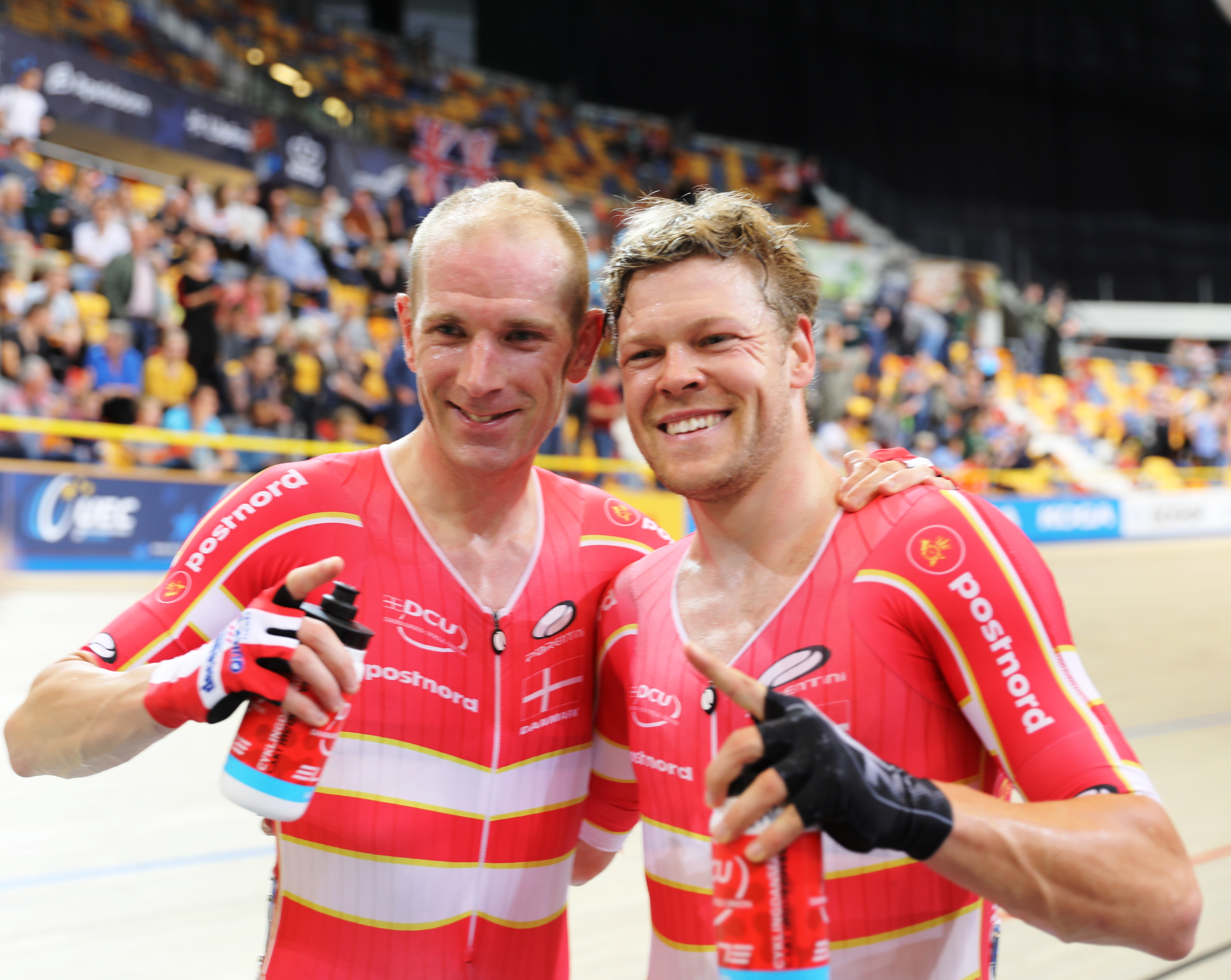
Europameister im Madison 2019: Mørkøv (l.) mit Lasse Norman Hansen

Michael Mørkøv Christensen (* 30. April 1985 in Kokkedal, Kommune Fredensborg) ist ein dänischer Radsporttrainer und ehemaliger Radrennfahrer, der Rennen auf Bahn und Straße bestritt. Er wurde viermal Weltmeister im Bahnradsport (dreimal im Madison und einmal in der Mannschaftsverfolgung) und im Jahr 2021 gemeinsam mit Lasse Norman Hansen Olympiasieger im Madison.

## Sportliche Laufbahn
Michael Mørkøv begann seine Karriere 2005 bei dem dänischen Continental Team GLS. In seiner ersten Saison wurde er bei der Fyen Rundt Vierter. 2006 wurde er Etappenzweiter auf dem zweiten Teilstück der Olympia's Tour und Vierter beim deutschen Eintagesrennen Rund um den Elm.
Im März 2006 gewann er seine erste Goldmedaille beim Lauf des Bahnrad-Weltcups in Sydney in der Mannschaftsverfolgung unter seinem Nationaltrainer Heiko Salzwedel. Eine zweite Goldmedaille errang er im Madison mit Alex Rasmussen gewinnen.
Beim Bahnrad-Weltcup 2006/07 im November 2006 in Sydney wurde Mørkøv jeweils Zweiter in der Mannschaftsverfolgung und im Madison (mit Alex Rasmussen). In Los Angeles siegte er im Januar 2007 zusammen mit Rasmussen im Madison und wurde Zweiter mit dem dänischen Bahn-Vierer. Der Gewinn der Bronzemedaille im Vierermannschaftfahren bei den Bahn-Radweltmeisterschaften in Palma im März 2007 war es die erste Medaille einer dänischen Vierer-Mannschaft seit 1993.
Bei den Olympischen Spielen 2008 in Peking errang Mørkøv mit Alex Rasmussen, Casper Jörgensen, Jens-Erik Madsen und Michael F. Christensen Silber in der Mannschaftsverfolgung mit einem neuen nationalen Rekord von 3:56,831, der drittschnellsten Zeit im Mannschaftsfahren bis dahin. Gemeinsam mit Rasmussen wurde er 2008 Vize-Weltmeister im Zweier-Mannschaftsfahren.
Im Jahr 2009 wurde er gemeinsam mit  Alex Rasmussen erstmals Weltmeister im Madison. Zudem gewann er mit seinem Partner bei mehreren Sechstagerennen erfolgreich. Nachdem die beiden in den Jahren 2007 und 2008 das Sechstagerennen von Grenoble für sich entscheiden konnten, gewannen sie im Jahr 2009 die Bewerbe von Kopenhagen und Gent. Im Jahr 2010 folgten weitere Erfolge in Berlin, Kopenhagen, Fiorenzuola und Gent. Nachdem die beiden im Jahr 2011 zum dritten Mal das Sechstagerennen von Kopenhagen gewinnen konnten, siegte er mit Pim Ligthart und Lasse Norman Leth die Sechstage von Amsterdam bzw. Sechstage von Kopenhagen. In den nachfolgenden Jahren folgten weitere Erfolge in dieser Disziplin.
Seit dem Jahr 2010 fuhr Mørkøv zunehmend auf der Straße. Bis 2017 bestritt er sechs Grand Tours. Sein größter individueller Erfolg auf der Straße war der Sieg im Massensprint der 6. Etappe der Vuelta a España 2013. Vor allem aber wurde er zu einem wichtigen Teil des Sprintzugs insbesondere der Mannschaft Deceuninck-Quick-Step und ist als solcher an den Siegen der Sprintspezialisten beteiligt. Weiters wurde er in den Jahren 2013, 2018 und 2019 dänischer Meister im Straßenrennen.
Ab dem Jahr 2018 bestritt Mørkøv Bahn-Bewerbe erneut mit Lasse Norman Hansen. Die beiden gewannen das Zweier-Mannschaftsfahren beim Lauf des Bahn-Weltcups in Saint-Quentin-en-Yvelines und wurden 2019 Europameister im Zweier-Mannschaftsfahren. In den Jahren 2020 und 2021 wurde erneut Weltmeister im Madison. Zudem gewannen die beiden die Goldmedaille bei Olympischen Spielen von Tokio.
Für die Saison 2024 wechselte Mørkøv zum Astana Qazaqstan Team, um Mark Cavendish bei den Sprintankünften als Anfahrer zu unterstützen. Zum Jahresbeginn gewann er auf der Bahn erstmals seit drei Jahren wieder eine Medaille, indem er mit Theodor Storm im Madison Dritter bei den Europameisterschaften wurde. Im Sommer fuhr er auf der Straße die Tour de France. Nachdem Cavendish die 5. Etappe gewonnen und mit seinem 35. Etappensieg den Rekord von Eddy Merckx überboten hatte, gab Mørkøv am ersten Ruhetag im Alter von 39 Jahren mit dem Ablauf der Saison sein Karriereende an. Kurz darauf musste er seine letzte Tour aufgrund einer COVID-19-Infektion verlassen. Bei den Bahnradsport-Weltmeisterschaften 2024 gewann er vor heimischem Publikum mit Leth Bronze im Zweier-Mannschaftsfahren. Anschließend wurde er feierlich verabschiedet; ab 2025 wird er als dänischer Nationaltrainer tätig sein.
Bei den Olympischen Spielen 2024 in Paris gewann Mørkøv die Bronzemedaille im Madison. Am Ende des Jahres beendete er im Alter von 39 Jahren seine Karriere als Fahrer und wurde Nationaltrainer der dänischen Herren-Straßenrad-Nationalmannschaft.

## Erfolge

### Bahn
2006
- Weltcup Sydney – Mannschaftsverfolgung (mit Casper Jørgensen, Jens-Erik Madsen und Alex Rasmussen), Zweier-Mannschaftsfahren (mit Alex Rasmussen)
- Dänischer Meister – Punktefahren
- Dänischer Meister – Zweier-Mannschaftsfahren (mit Alex Rasmussen)

2007
- Weltmeisterschaften – Mannschaftsverfolgung (mit Casper Jørgensen, Jens-Erik Madsen und Alex Rasmussen)
- Weltcup Los Angeles – Zweier-Mannschaftsfahren (mit Alex Rasmussen)
- Sechstagerennen von Grenoble (mit Alex Rasmussen)

2008
- Olympische Spiele – Mannschaftsverfolgung (mit Alex Rasmussen, Casper Jørgensen, Jens-Erik Madsen, Michael F. Christensen)
- Weltmeisterschaften 2008 – Zweier-Mannschaftsfahren (mit Alex Rasmussen)
- Europameisterschaften – Zweier-Mannschaftsfahren (mit Casper Jørgensen)
- Gesamtwertung Weltcup 2007/08 – Zweier-Mannschaftsfahren (mit Alex Rasmussen)
- Weltcup Kopenhagen – Zweier-Mannschaftsfahren (mit Alex Rasmussen)
- Dänischer Meister – Mannschaftsverfolgung (mit Nikola Aistrup, Casper Jørgensen und Jacob Moe Rasmussen)
- Dänischer Meister – Punktefahren
- Dänischer Meister – Madison (mit Alex Rasmussen)
- Dänischer Meister – Scratch
- Sechstagerennen Grenoble (mit Alex Rasmussen)

2009
- Weltmeister – Mannschaftsverfolgung (Michael Færk Christensen, Casper Jørgensen, Jens-Erik Madsen und Alex Rasmussen), Zweier-Mannschaftsfahren (mit Alex Rasmussen)
- Dänischer Meister – Zweier-Mannschaftsfahren (mit Alex Rasmussen)
- Sechstagerennen Kopenhagen (mit Alex Rasmussen)
- Sechstagerennen Gent (mit Alex Rasmussen)

2010
- Sechstagerennen Berlin (mit Alex Rasmussen)
- Sechstagerennen Kopenhagen (mit Alex Rasmussen)
- Dänischer Meister – Zweier-Mannschaftsfahren (mit Alex Rasmussen)

2011
- Dänischer Meister – Zweier-Mannschaftsfahren (mit Alex Rasmussen)
- Dänischer Meister – Omnium
- Sechstagerennen Kopenhagen (mit Alex Rasmussen)
- Europameisterschaften – Mannschaftsverfolgung (mit Casper von Folsach, Lasse Norman Hansen und Rasmus Christian Quaade)

2012
- Sechstagerennen Amsterdam (mit Pim Ligthart)

2013
- Sechstagerennen Kopenhagen (mit Lasse Norman Hansen)

2015
- Sechstagerennen Gent (mit Iljo Keisse)
- Sechstagerennen Kopenhagen (mit Alex Rasmussen)

2017
- Sechstagerennen Kopenhagen (mit Lasse Norman Hansen)

2018
- Weltcup Saint-Quentin-en-Yvelines – Zweier-Mannschaftsfahren (mit Lasse Norman Hansen)

2019
- Europameister – Zweier-Mannschaftsfahren (mit Lasse Norman Hansen)
- Weltcup Minsk – Zweier-Mannschaftsfahren (mit Lasse Norman Hansen)

2020
- Weltmeister – Zweier-Mannschaftsfahren (mit Lasse Norman Hansen)

2021
- Olympische Spiele – Zweier-Mannschaftsfahren (mit Lasse Norman Hansen)
- Weltmeister – Zweier-Mannschaftsfahren (mit Lasse Norman Hansen)

2024
- Europameisterschaften – Zweier-Mannschaftsfahren (mit Theodor Storm)
- Weltmeisterschaft – Zweier-Mannschaftsfahren (mit Niklas Larsen)
- Olympische Spiele – Zweier-Mannschaftsfahren

### Straße

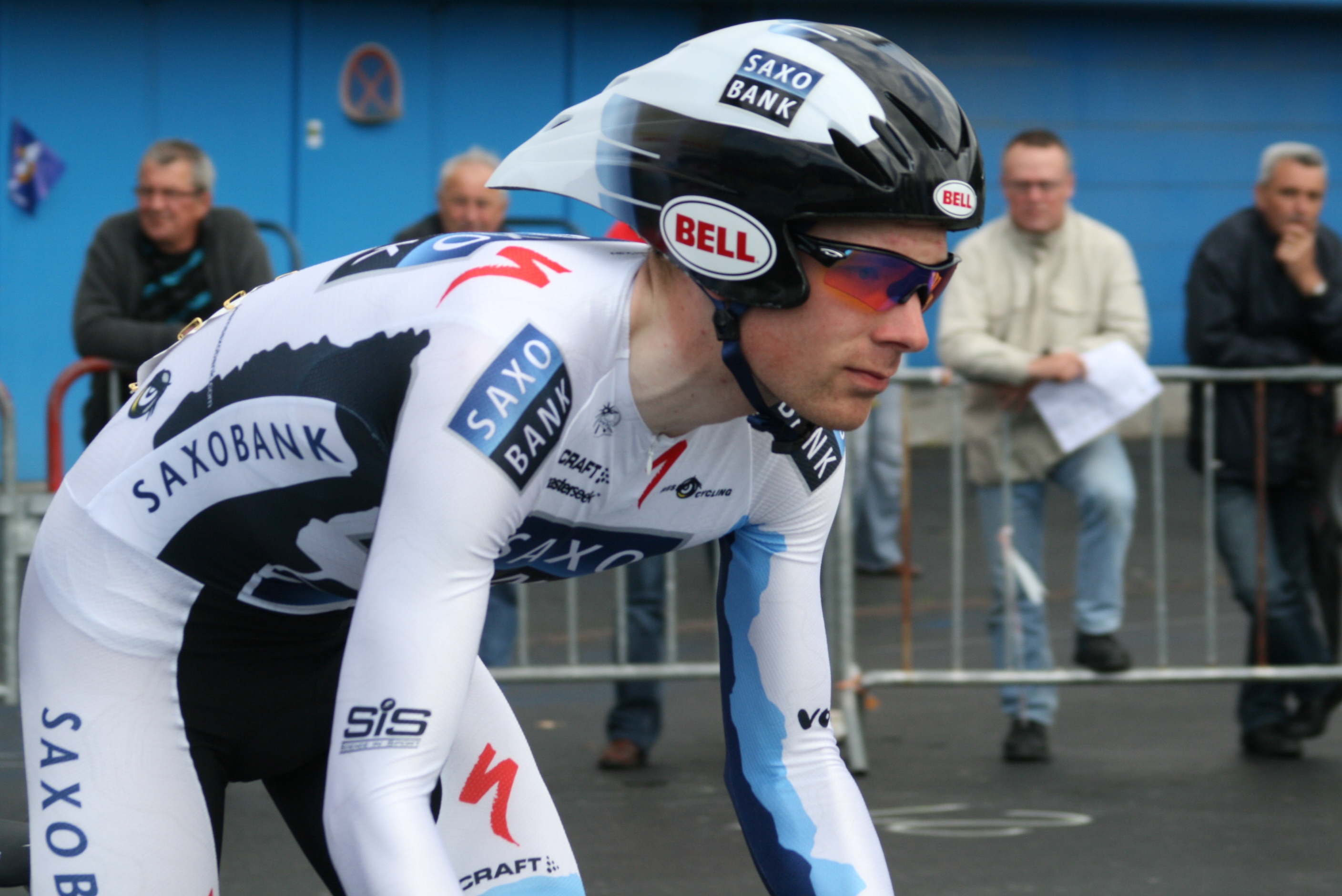
Michael Mørkøv bei den Vier Tagen von Dünkirchen 2009

2008
- eine Etappe Giro del Capo
- Dänischer Meister – Mannschaftszeitfahren

2013
- Dänischer Meister – Straßenrennen
- eine Etappe Vuelta a España

2015
- eine Etappe Dänemark-Rundfahrt

2018
- Dänischer Meister – Straßenrennen

2019
- Gesamtwertung, Hammer Sprint und Hammer Climb Hammer Limburg
- Dänischer Meister – Straßenrennen

## Grand-Tour-Platzierungen
| Grand Tour            | 2010 | 2011 | 2012 | 2013 | 2014 | 2015 | 2016 | 2017 | 2018 | 2019 | 2020 | 2021 | 2022 | 2023 | 2024 |
| --------------------- | ---- | ---- | ---- | ---- | ---- | ---- | ---- | ---- | ---- | ---- | ---- | ---- | ---- | ---- | ---- |
| Giro d’ItaliaGiro     | 129  | 155  | –    | –    | –    | –    | –    | –    | 107  | –    | –    | –    | DNF  | –    | –    |
| Tour de FranceTour    | –    | –    | 93   | –    | 134  | –    | DNF  | –    | –    | 152  | 130  | 138  | DNF  | 150  | DNF  |
| Vuelta a EspañaVuelta | –    | –    | –    | 128  | –    | –    | –    | –    | 148  | –    | 121  | –    | –    | –    | –    |